# Van Gogh (film din 1956)
Van Gogh (în engleză Lust for Life) este un film biografic american din 1956 despre viața pictorului olandez Vincent van Gogh, inspirat din romanul Lust for Life (1934) al lui Irving Stone, care a fost adaptat pentru ecran de Norman Corwin⁠(d).
A fost regizat de Vincente Minnelli și produs de John Houseman. Filmul îi are în distribuție pe Kirk Douglas în rolul lui Van Gogh, pe James Donald⁠(d) în rolul fratelui său, Theo, alături de Pamela Brown⁠(d), Everett Sloane și Anthony Quinn. Douglas a câștigat premiul Globul de Aur pentru cel mai bun actor (dramă) pentru interpretarea sa, în timp ce Quinn a câștigat premiul Oscar pentru cel mai bun actor în rol secundar.

## Distribuție
- Kirk Douglas — Vincent Van Gogh, pictor care trăiește în mizerie
- Anthony Quinn — Paul Gauguin, pictor și prieten al lui Vincent
- James Donald⁠(d) — Theo van Gogh, fratele lui Vincent
- Pamela Brown⁠(d) — Christine, iubita lui Vincent, inspirată de Sien
- Everett Sloane — dr. Paul Gachet⁠(d)
- Henry Daniell⁠(d) — Theodorus van Gogh, tatăl lui Vincent și Theo
- Madge Kennedy⁠(d) — Anna Cornelia van Gogh, mama lui Vincent și Theo
- Noel Purcell⁠(d) — Anton Mauve⁠(d), pictor consacrat și vărul lui Vincent și Theo
- Niall MacGinnis — Roulin
- Jill Bennett⁠(d) — Willemien
- Lionel Jeffries — dr. Peyron
- Laurence Naismith — dr. Bosman
- Eric Pohlmann⁠(d) — Colbert
- Jeanette Sterke⁠(d) — Kay (Cornelia „Kee” Vos-Stricker), verișoara lui Vincent și Theo
- Toni Gerry — Johanna (Johanna van Gogh-Bonger)

## Producție
Filmul a fost inspirat din romanul din 1934 al lui Irving Stone și adaptat de Norman Corwin⁠(d). Vincente Minnelli a regizat filmul, în timp ce John Houseman l-a produs. Ei au lucrat cu Douglas la melodrama The Bad and the Beautiful din 1952, pentru care a fost nominalizat la Premiul Oscar pentru cel mai bun actor. În 1954 Douglas a intrat în posesia drepturilor de ecranizare a biografiei lui Van Gogh și a intenționat să joace rolul principal și să o producă prin intermediul propriei sale companii de producție de film, Bryna Productions⁠(d), cu Jean Negulesco ca regizor și United Artists ca distribuitor.

## Recepție

### Premii
| Adjudecare             | Categorie                                     | Nominalizat(i)                                                                                                | Rezultat     |
| ---------------------- | --------------------------------------------- | --- | ------------ |
| Premiile Oscar         | Cel mai bun actor                             | Kirk Douglas                                                                                                  | Nominalizare |
| Premiile Oscar         | Cel mai bun actor într-un rol secundar        | Anthony Quinn                                                                                                 | Câștigat     |
| Premiile Oscar         | Cel mai bun scenariu adaptat                  | Norman Corwin                                                                                                 | Nominalizare |
| Premiile Oscar         | Cele mai bune decoruri (film color)           | Regia artistică: Cedric Gibbons⁠(d), Hans Peters, E. Preston Ames; Decoruri: Edwin B. Willis, F. Keogh Gleason | Nominalizare |
| Premiile Globul de Aur | Cel mai bun film – dramă                      | Cel mai bun film – dramă                                                                                      | Nominalizare |
| Premiile Globul de Aur | Cel mai bun actor – dramă                     | Kirk Douglas                                                                                                  | Câștigat     |
| Premiile Globul de Aur | Cel mai bun actor într-un rol secundar – film | Anthony Quinn                                                                                                 | Nominalizare |
| Premiile Globul de Aur | Cel mai bun regizor                           | Vincente Minnelli                                                                                             | Nominalizare |